# Cicada
Cicada es un gènere d'hemípters cicadomorfs de la família dels cicàdids, propi del Vell Món. Inclou les cigales més grosses d'Europa, com ara la Cicada orni (o cigala del pi) que es pot trobar als Països Catalans.

## Taxonomia
Hi ha descrites més de 60 espècies de Cicada :

1. Cicada aichorni Heer, 1853 c g
2. Cicada albicans Walker & F., 1858 c g
3. Cicada albida Gmelin, 1789 i c g
4. Cicada americana Gmelin, 1789 i c
5. Cicada asius Walker & F., 1850 c g
6. Cicada atomaria Fabricius, 1794 g
7. Cicada barbara (Stal, 1866) c g
8. Cicada benghalensis Houttuyn, 1787 g
9. Cicada bimaculata Houttuyn, 1787 g
10. Cicada brazilensis Metcalf, 1963 i c
11. Cicada cantillans Houttuyn, 1787 g
12. Cicada casmatmema Capanni, 1894 c g
13. Cicada cerisyi Guérin-Méneville, 1844 c g
14. Cicada cinerea
15. Cicada clarisona Hancock, 1834 i c
16. Cicada collaris De Geer, 1773 i c
17. Cicada complex Walker & F., 1850 c g
18. Cicada confusa Metcalf, 1963 i c g
19. Cicada cretensis Quartau & Simoes, 2005 c g
20. Cicada dipalliata
21. Cicada dominula Houttuyn, 1787 g
22. Cicada effecta Walker, 1858 i c
23. Cicada egregia Uhler, 1903 i
24. Cicada forsythii Buckton, 1891 c g
25. Cicada fuscomaculata Goeze, 1778 c g
26. Cicada goezei Metcalf, 1963 c g
27. Cicada grandiosa Scudder, 1892 c g
28. Cicada guttata Forster, 1771 i c
29. Cicada javanensis Metcalf, 1963 c g
30. Cicada kirkaldyi Metcalf, 1963 i c g
31. Cicada leucothoe Walker, 1852 i c
32. Cicada lineola
33. Cicada lineolata
34. Cicada lodosi Boulard, 1979 c g
35. Cicada mannifica Forskal, 1775 c g
36. Cicada melanaria Germar, 1830 i c
37. Cicada melanoptera Gmelin, 1789 i c g
38. Cicada mordoganensis Boulard, 1979 c g
39. Cicada muscilliformis
40. Cicada muscoides Houttuyn, 1787 g
41. Cicada nigropunctata Goeze, 1778 i c g
42. Cicada nodosa
43. Cicada novella Metcalf, 1963 i c g
44. Cicada olivierana Metcalf, 1963 c g
45. Cicada opercularis Olivier, 1790 c g
46. Cicada orni (o Cigala del pi) Linnaeus, 1758 - espècie tipus
47. Cicada palearctica
48. Cicada pallens
49. Cicada pallida Goeze, 1778 c g
50. Cicada pennata (Distant, 1881) i
51. Cicada permagna (Haupt, 1917) c g
52. Cicada poae
53. Cicada proserpina Weyenbergh, H. & Jr., 1874 c g
54. Cicada purpurescens Metcalf, 1963 i c g
55. Cicada quadristriata Gmelin, 1790 g
56. Cicada regina Graber & V., 1876 c g
57. Cicada rubicunda Houttuyn, 1787 g
58. Cicada sahlbergi Stål, 1854 i c
59. Cicada sebai Metcalf, 1963 c g
60. Cicada thalassina Germar, 1830 i c
61. Cicada turtoni Metcalf, 1963 i c g
62. Cicada ungeri Heer, 1853 c g
63. Cicada variegata Houttuyn, 1787 g
64. Cicada virescens Fabricius, 1794 g